# Vipāka
Vipāka (Sanskrit og Pāli) er en buddhistisk betegnelse for modning af karma (Pāli: kamma), dvs. forsætlige handlinger. Teorien om karmisk handling og resultat (kamma-vipāka) er en central tro inden for buddhismen.

## Alternative oversættelser
- effekt (Ven. D. Mahinda Thera [1])
- modning (Keown, 2000, loc 810-813)
- modning (Harvey, 1990, s. 39 [2])

## Vipaka Sutta
I Anguttara Nikaya nr. 8.40, Vipaka Sutta, belærer Buddha nogle munke om vipaka.